# Emmanuel de Mac Mahon

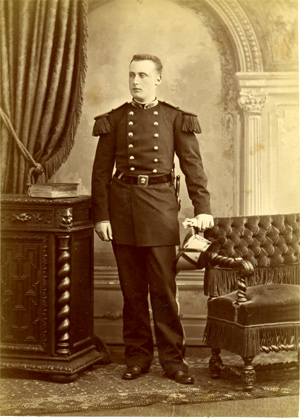
Emmanuel de Mac Mahon

Marie Emmanuel, comte de Mac Mahon (* 26. November 1859 in Paris; † 6. Juni 1930 ebenda) war ein französischer Général de brigade.

## Biographie
Er war der jüngste Sohn von Patrice de Mac-Mahon, Duc de Magenta, Marschall und 1873–1879 Staatspräsident von Frankreich, aus der Familie Mac-Mahon, und seiner Ehefrau, Élisabeth de La Croix de Castries (1834–1900).
Emmanuel absolvierte von 1878 bis 1880 die Militärakademie von Saint Cyr, wo er den Lehrgang Nr. 63 („les Zoulous“) abschloss. Am 3. April 1899 wurde er zum Chef de bataillon im 51e régiment d’infanterie befördert. Aus diesem wechselte er im Rang eines Lieutenant-colonel in das „155e régiment d’infanterie“.
Seit dem 25. Dezember 1911 war er Colonel und Kommandant des Regiments, an dessen Spitze er auch bei der Generalmobilmachung im August 1914 stand und das bis zum 27. September zur „40e division d'infanterie“ (40. Infanteriedivision) im „6e corps d'armée“ (6. Armeekorps) gehörte. Am 27. Oktober wurde er zum Général de brigade befördert und führte bis zum November 1914 die 80. Infanteriebrigade.
Der Graf Mac Mahon war Mitglied des Jockey Club und der Union artistique. Er starb 1930.

## Familie
Emmanuel de Mac Mahon wurde am 2. Juni 1892 in Paris von S.E. Cardinal Richard, Erzbischof von Paris in der „Basilika  Sainte-Clotilde“ (VIII. Arrondissement) mit Marie Marguerite Antoinette Camille (* 25. April 1872 in Paris; † 13. Mai 1960 ebenda), Tochter des de Gaston-Antoine de Chinot, Vicomte de Fromessent, Offizier eines Kürassierregiments, getraut. Der Ehe entsprangen drei Kinder:
1. Marthe Amélie (* 26. März 1893 in Paris; † 25. August 1980 in Kairo). Sie heiratete am 19. Februar 1914 in Paris den Guy Charles Marie Copin Comte de Miribel (* 3. November 1885 in Paris; † 28. Februar 1981 ebenda), die Ehe blieb kinderlos.
2. Brigitte Marie (* 6. Juli 1900 in Beauvais; † 5. April 1991 in Baron-sur-Odon). Sie heiratete am 12. März 1925 in Paris den  Antoine Charles Marie Jules Marquis de Touchet, Chef d’escadron der Kavallerie (* 3. Februar 1886 in Paris;  † 6. Juni 1944 von den Deutschen in Caen erschossen - «Gefallen für Frankreich»). Die Ehe blieb kinderlos
3. Patrice de Mac Mahon (* 30. Oktober 1902 in Paris; † 18. August 1932 in Akreidil, Region du Trarza, Mauretanien), (Ritter der Ehrenlegion in der dritten Generation)

## Auszeichnungen
|  |  |  |  |

- Commandeur de la Légion d’honneur[2]
- Croix de guerre 1914–1918, mit 2 Palmenzweigen;
- Officier des Ordre des Saints-Maurice-et-Lazare;
- Officier des Ordre du Nischan el Iftikhar.